# Gyermekkori amnézia
A gyermekkori amnézia a 3 éves korunk előtt történő események kiesését jelenti, mint például a beszéd és járás, enni vagy inni tanulás folyamata. Ez a típusú emlékkiesés nem hasonlítható a természetes felejtéshez.

## A jelenségről
Nincsen az okára általánosan elfogadott és bizonyítékokkal igazolt tudományos magyarázat. Először Sigmund Freud foglalkozott vele, aki úgy gondolta, hogy a korai emlékeket azért nem tudjuk megtartani, mert érzelmi okok miatt elfojtjuk őket.
A legelfogadottabb magyarázat e típusú amnéziára, hogy gyermek- és felnőttkorban eltérően működik az emlékezet, másképp szervezzük, kódoljuk az eseményeket, és a különbségek miatt vesznek el emlékeink.
Ezt az elképzelést támasztja alá Neisser elmélete is, miszerint a gyermekek nem képesek sémákban gondolkodni, hiszen nem világos számukra a múlt, jelen és jövő kapcsolata, nem tudják kapcsolni, hasonlítani tapasztalataikat más hasonló eseményekhez.
A gyermekkori amnézia 3 és 5 éves korunk között véget ér. Ennek hátterében nyelvi és biológiai fejlődésünk, illetve a beiskolázásunk áll. Az iskola ugyanis az élményeket és azok szervezését új módszer szerint alakítja, ami nem hasonlítható össze a kisgyermekkori szervezési módszerekkel. A neurológiai érvek szerint a gyerekek agya 7-10 éves koruk között fejlődik a legintenzívebben. Az emlékezetért felelős hippokampusz ekkor rengeteg új agysejttel bővül, gyorsan bővítve és gyakran felülírva a memória kapacitását.

## Kísérletek a témával kapcsolatban
- Arra kértek felnőtteket, hogy próbáljanak meg gyermekkori emlékeket felidézni és időben elhelyezni. Legelső emlékeik többnyire hároméves koruk környékén vagy annál később történt eseményhez kapcsolódtak. Egyéves koruk előtti eseményekre csak igen kevesen emlékeztek vissza.
- Sheingold és Tenney (1982) kísérletében 4, 6, 8 és 12 éves gyerekek és egyetemisták vettek részt. Egy 37 kérdést tartalmazó kérdőívben kérdezték őket és édesanyjukat arról, hogy mennyire emlékeznek arra, mikor kistestvérük/gyermekük született. Az anyák átlagosan 17 kérdésre, a gyerekek 12-re tudtak válaszolni, kortól függetlenül. A gyermekkori amnéziát mutatja az a tény, hogy akinek 3 éves kora előtt született testvére, semmilyen adatra nem emlékezett vissza.

## A gyermekkori amnézia magyarázatai

### Pszichoanalízis
Sigmund Freud szerint érzelmi okok miatt az életünk korai periódusában történt eseményeket elfojtjuk.

### Érési hipotézis
Az érési hipotézis magyarázata szerint a kisgyermekek nem tudnak tudatosan emlékezni, hiszen a deklaratív emlékezeti rendszerük (epizodikus vagy élményszerű emlékezet) még nem fejlődött ki teljesen, ezt a hippokampusz kései érésével magyarázzák. Úgy gondolják, hogy az idegrendszer alapvető részei még nem fejlődtek ki igazán, így a gyerekek úgy viselkednek, mint az amnéziások. Azonban léteznek bizonyítékok arra, hogy a kisgyerekek képesek deklaratív emlékezeti feladatok megoldására, amelyre bizonyos amnéziás betegek nem.

### Aktív felidézés (kontextusfüggő emlékezet)
Ahhoz, hogy felidézzünk egy eseményt, több típusú tudást és különböző ismeretrendszert alkalmazunk. Ulrich Neisser szerint a felnőttek a múlt-jelen-jövő kapcsolatának ismeretében, meghatározott periódusokban és határolópontokban gondolkodnak életükről, ezek alapján kialakított sémák szerint szervezik emlékeiket, és használják azokat előhívási stratégiaként. A gyerekek nem rendelkeznek ehhez hasonló sémákkal, amik révén az események személyes narratívummá szerveződhetnének. Tehát amikor a felnőttek emlékeznek, az előhíváskor alkalmazott sémáik eltérnek a gyermekekéitől, és ezeknek a sémáknak az össze nem illése az oka annak, hogy nem képesek felidézni a 3 és fél éves koruk előtti eseményeket a felnőttek.

### Társas interakcionista megközelítés
A társas interakcionista megközelítés szerint az „elbeszélés” használata az, ami kialakítja az önéletrajzi elemeket az emlékezetben. A gyerekek a társas interakciók során tanulják meg azokat az emlékezeti formákat, amelyek révén a későbbiekben meg tudják osztani élményeiket másokkal. Ez a forma a narratívum, amelyet a gyerekek leginkább a szülőkkel folytatott emlékező beszélgetések során sajátítanak el. Léteznek az elaboratív szülők, akik részletesen és kidolgozottan mesélik el a múltban történteket a gyermek helyett, illetve a paradigmatikus szülők, akik újra és újra kérdéseket tesznek fel, és az információkat a gyerekektől várják. Az elaboratív szülők gyerekei gazdagabb élménybeszámolókra képesek, mint a paradigmatikus szülők gyerekei.
A gyermekkori amnézia oka, hogy a 4 éves kor előtt tapasztalt emlékek nem jól formált narratívumok, s nem elérhetőek az előhívás számára az önéletrajzi emlékezet kialakulását követően. A gyerekek tanulás során képesek lesznek elmondani és egyben elbeszéléssé formálni emlékeiket.

## A gyermekkori amnézia lezárulásához vezető tényezők
Több megközelítést láthattunk, de mindegyik egyetért abban, hogy mik azok a főbb tényezők, amik az önéletrajzi emlékezet kialakulásához és egyben a gyermekkori amnézia lezárulásához vezetnek.

### A kognitív szelf
Ahhoz, hogy személyes emlékeinket megőrizzük, birtokolnunk kell a szelf fogalmát. Tehát szükség van az énfelismerésre, ami a gyerekeknél 18-24 hónapos korban következik be, ez a jelen idejű szelf. Azonban létezik a kiterjesztett szelf, ami időn és téren átnyúlik. A kettő közötti kapcsolat a múlt és a jelen közötti oksági viszony megértésén alapulhat. Például, ha egy 18-24 hónapos kor körüli gyermeknek egy rúzsfoltot kenünk az orrára titokban, és egy tükör elé állítjuk, akkor a saját orrát kezdi el törölgetni, nem a tükörképét, ez a jelen idejű szelf kialakulását bizonyítja. Azonban, ha egy matricát ragasztunk egy ugyanilyen idős gyerek homlokára simogatásnak álcázva, és ezt kamerával rögzítjük, akkor a videó visszajátszásakor, ami időben és térben máskor van, nem minden gyerek fog a homlokához nyúlni, hogy leszedje a matricát.
Ha többek között a szelf fogalmát is birtokolják a gyermekek, akkor már tudnak önéletrajzi emlékeket felidézni és megosztani másokkal.

### A kauzalitás megértése
Az oksági viszonyok megértése segíti az események szervezését, az élettörténet kialakulását, és emellett az események egyedi, elkülönült megőrzését úgy, hogy összefüggő, belső struktúrával rendelkező egységgé gyúrja össze az eseményeket, emlékeket.

### Az emléktípusok integrációja
Mielőtt az önéletrajzi emlékezet kialakulna, az emlékek egy általános, összegzett, noetikus tudásként (emlékező tudatossága a tudás tárgyára korlátozódik, a tudatossága nem terjed ki önmagára) jelennek meg. Az önéletrajzi emlékezet kialakulása azt jelenti, hogy ehhez az általános, összegzett eseményleírásokhoz hozzákapcsolhatóak az egyedi eseményleírások, és az egyedi, specifikus emlékek is.